# Lee Norris
Lee Michael Norris (Greenville, 25 settembre 1981) è un attore statunitense.

## Biografia
Lee ha frequentato la Wake Forest University a Winston-Salem (Carolina del Nord) dove si è laureato nel 2004. Lee è meglio conosciuto per aver interpretato i ruoli di Stuart Minkus in Crescere, che fatica! (Boy Meets World) e Chuckie Lee Torkelson in The Torkelsons. Il ruolo più famoso che ha interpretato è quello di Mouth McFadden nella serie televisiva One Tree Hill.

## Filmografia

### Cinema
- Surf School, regia di Joel Silverman (2006)
- Zodiac, regia di David Fincher (2007)
- L'amore bugiardo - Gone Girl (Gone Girl), regia di David Fincher (2014)
- Greyhound - Il nemico invisibile (Greyhound), regia di Aaron Schneider (2020)

### Televisione
- Un raggio di luna per Dorothy Jane (The Torkelsons) – serie TV, 20 episodi (1991-1992)
- Famiglia cercasi (Almost Home) – serie TV, 13 episodi (1993)
- Le avventure del giovane Indiana Jones (The Young Indiana Jones Chronicles) – serie TV, episodio 2x22 (1993)
- Crescere, che fatica! (Boy Meets World) – serie TV, 20 episodi (1993-1994; 1998)
- American Gothic – serie TV, episodio 1x05 (1995)
- Dawson's Creek – serie TV, episodi 3x11-3x16 (2000)
- One Tree Hill – serie TV, 133 episodi (2003-2012)
- October Road – serie TV, episodio 1x01 (2010)
- Girl Meets World – serie TV, 5 episodi (2014-2017)
- The Walking Dead – serie TV, episodi 8x02-8x03 (2017)

## Doppiatori italiani
Nelle versioni in italiano dei suoi film, Lee Norris è stato doppiato da:
- Ilaria Stagni in Un raggio di luna per Dorothy Jane, Famiglia cercasi
- Davide Perino in Crescere, che fatica! (ep. 5x24), Zodiac
- Laura Latini in Crescere, che fatica!
- Gabriele Lopez in One Tree Hill
- Davide Lepore in Girl Meets World